# 国际虚无展览
国际空无展览（義大利語：Esposizione Internazionale del Niente）是一个意大利的概念性、文化、艺术和音乐运动，始于20世纪初，专注于虚空和隐形的表现，体现形式多样，差异显著。
尽管这一运动主要源自意大利，围绕着空无、虚空和隐形展开，但国际空无展览的manifesto (programma)发布是由皮耶罗·曼佐尼领导的隐形艺术运动的重要特征之一。

## 历史
国际空无展览是由一组艺术家于1960年创办的展览，其中包括皮耶罗·曼佐尼、恩里科·卡斯特拉尼、卡尔·拉斯洛和海因茨·马克。展览展示了隐形作品。该展览一年后在荷兰再次举办。
2015年，展览再次在米兰举行，与曼佐尼基金会合作，展出当时的原版"宣言"，该宣言于1960年在巴塞尔出版。

## 主要作品： "当艺术是隐形的"
- 马塞尔·杜尚, 巴黎空气 (Airs de Paris, 1919)
- 马塞尔·杜尚, 泉 (1917), 现成品
- 皮耶罗·曼佐尼, 空气的身体 ("Body of Air", 1959-1960)
- 皮耶罗·曼佐尼, 艺术家的呼吸
- 皮耶罗·曼佐尼, 无色 (1957-1963), 色彩的缺席
- 伊夫·克莱因, 虚空 (1958)
- 卢乔·丰塔纳, 切割 (1958)
- 吉诺·德·多明尼斯, 隐形立方体 (1967), 通过地面上绘制的方形呈现
- 萨尔瓦托雷·加劳, 我在 (2020), 简单的纸张由艺术家签名，证明了存在。
- 安迪·沃霍尔, 隐形雕塑 (1985)
- 杰夫·昆斯, 吸尘器 (1981), 现成品, MOMA
- 让-米歇尔·巴斯奎特, 无题 (1981)
- 达米恩·赫斯特, 乒乓球[5]
- 让-米歇尔·巴斯奎特, 无题 (1981)
- 阿利赫耶罗·博埃蒂, MOMA
- 大卫·汉蒙斯, 无题展览
- 凯瑞·詹姆斯·马歇尔, 作为其曾经自我影像的艺术家肖像 (隐形人) (1980)
- 凯瑞·詹姆斯·马歇尔, 两个隐形人（失落的肖像） (1985)
- 塔尼亚·布鲁赫拉, 10,148,451 (2018)
- 罗伯特·劳申伯格, 抹去的德·库宁 (1953)
- 希图·斯泰耶尔, 如何不被看见：一个该死的教学 (2013)
- 耶普·海因, 隐形迷宫 (2005)
- 萨尔瓦托雷·加劳，’’在你面前’’ (In front of you, 2021)，一张签名的A4纸在拍卖会上售出，已经使他的签名成为一件艺术品。